# William Phileppus Ragsdale
 (décembre 2023).
William Phileppus Ragsdale, né vers 1837 et mort le 24 novembre 1877, est un avocat hawaïen, rédacteur en chef de journal et traducteur. Il est une figure populaire connue pour être Luna ou surintendant de la colonie de lèpre de Kalaupapa. Des éléments de l'histoire de sa vie influencent le roman de Mark Twain de 1889, Un Yankee à la cour du roi Arthur.

## Biographie
William est né en vers 1837. Il est un hapa-haole ou mi-hawaïen, mi-caucasien. Son père Alexander Ragsdale est un propriétaire de plantation américain originaire de Virginie qui s'installe à Hawaï en 1817 et épouse Kahawaluokalani (Kahawalu), une chefesse hawaïenne mineure et descendante du roi Kekaulike de Maui et de son épouse Kahawalu. Ses frères et sœurs sont Edward Alexander Ragsdale (1839-1863) et Annie Green Ragsdale Dowsett (1842-1891), qui épouse James Isaac Dowsett  . Il est considéré comme un parent éloigné ou un cousin de la reine Emma.

De 1861 à 1865, William est le premier rédacteur en chef de Ka Nupepa Kūʻokoʻa (« Le journal indépendant ») pour l'éditeur Henry Martyn Whitney. Après quatre ans, il est remplacé par le missionnaire Luther Halsey Gulick, Sr. en 1865. Sa foi catholique est une raison probable pour laquelle il est remplacé, puisque les congrégationalistes hawaïens souhaitent avoir un journal plus favorable pour eux. En 1866, William travaille comme traducteur et interprète gouvernemental pour la législature hawaïenne. L'écrivain américain Mark Twain visite le royaume insulaire à l'époque et décrit la session législative et William :
Bill Ragsdale se tient devant la chaire du président, le dos appuyé contre celle-ci, et fixe de son œil noir tout député qui se lève, le laisse dire une demi-douzaine de phrases, puis l'interrompt et répète son discours d'une voix forte et rapide, transformant chaque discours kanaka en anglais et chaque discours anglais en kanaka, avec un empressement et une facilité de langage remarquables - il attend que le député prononce une autre phrase et poursuit sa traduction comme avant. Sa langue est en mouvement constant de 11 heures du matin à 4 heures de l'après-midi, et la raison pour laquelle elle ne s'use pas est l'affaire de la Providence, pas la mienne. Il y a une pointe de déviance dans la nature de cet homme et elle se manifeste de temps en temps lorsqu'il traduit les discours de vieux Kanakas lents qui ne comprennent pas l'anglais. Sans s'écarter de l'esprit des remarques d'un membre, il ajoutera, avec une apparente inconscience, une petite contribution volontaire occasionnelle sous la forme d'un mot ou deux qui rendront le discours le plus grave complètement ridicule. Il prend soin de ne pas s'aventurer dans de telles expériences avec les remarques de personnes capables de le détecter. J'ai remarqué que lorsqu'il a traduit pour Son Excellence David Kalakaua, qui est un érudit anglais accompli, il a demandé : "Ai-je bien traduit, Votre Excellence ?" ou quelque chose de ce genre. Le coquin.

## Surintendant de Kalaupapa

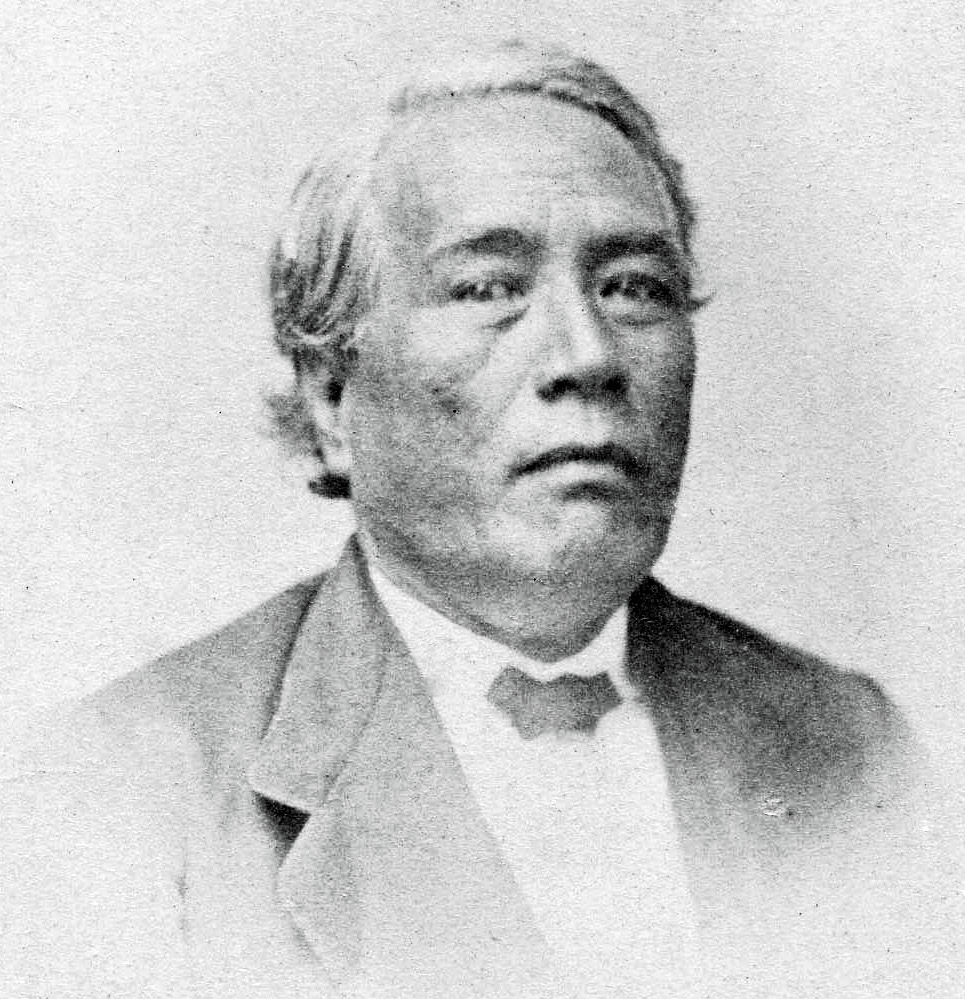
William remplace Jonatana Napela comme surintendant de Kalaupapa.

Au début de 1873, William pratique le droit à Hilo lorsqu'il contracte la lèpre. Travaillant tard dans la nuit, il renverse accidentellement une lampe à huile et découvre qu'il ne ressent aucune douleur dans ses mains lorsqu'il l'attrape avant qu'elle ne tombe. Après l'avoir réalisé, William réfléchit à ses choix de vie pour les prochains mois, puis se rend aux autorités locales dans l'espoir que d'autres seraient encouragés à faire de même. Il est envoyé à l'hôpital Kalihi d'Honolulu où on lui diagnostique officiellement la lèpre, puis à la léproserie de Kalaupapa, sur l'île de Molokai . William arrive à Kalaupapa le 29 juin 1873.
À son arrivée dans la colonie, il travaille comme traducteur et écrit des lettres au gouvernement d'Honolulu et au Conseil de la santé pour se plaindre de la négligence de la Luna (surintendante) sortante, Jonatana Napela, dans l'application des exigences du Conseil en faveur d'une ségrégation rigide des lépreux et des non-lépreux. Il sert de médiateur entre la Commission et les détenus et contribue à améliorer la discipline et l'économie de l'établissement. Ces actions lui valent des faveurs à Honolulu. En octobre 1873, Napela est démise de ses fonctions par le Conseil et William est promu au poste de Luna de Kalaupapa. Il est surnommé « Gouverneur », et des récits posthumes ultérieurs l'appellent « Roi des lépreux ».
Les politiques restrictives de William et les ressources limitées fournies par le gouvernement hawaïen provoquent la colère de nombreux patients. Peter Kaʻeo, un chef de haute naissance et patient de la colonie, écrit que « depuis que [Ragsdale] est Luna, il s'est fait plus d'ennemis et moins d'amis »  . À Honolulu, le gouvernement et la presse sont beaucoup plus favorables à sa politique, le Pacific Commercial Advertiser déclarant que « Ragsdale guide et réglemente sa petite principauté dans la plupart des questions de gouvernement, tout aussi absolument et indiscutablement que le capitaine d'un navire dont la parole est loi ». À l'exception de quelques confrontations avec des patients mécontents, le mandat de William en tant que Luna est resté relativement paisible jusqu'à sa fin de vie.

## Mort et postérité
À l'automne 1877, l'état de William s'aggrave et il meurt le 24 novembre 1877. William est enterré dans une tombe anonyme dans le cimetière de l'église catholique Sainte-Philomène, fondée par le père Damien. Il est pleuré dans son pays et à l'étranger, les journaux d'Hawaï et des États-Unis rapportant sa mort. Même le New York Times publie un article sur la mort du « roi des lépreux » . Sa nécrologie dans The Pacific Commercial Advertiser de Honoulu note :

« Le Conseil de santé, et même le gouvernement hawaïen, ont subi une perte sévère avec la disparition de Ragsdale, qui a dirigé la léproserie avec compétence et conscience pendant plusieurs années. Nous avons eu l'occasion de le constater lors de notre visite à Kalawao, il y a environ trois ans. Qui le remplacera ? s'interrogent avec anxiété tous ceux qui s'intéressent à ces questions. Qui, parmi les malheureux, possède les capacités, l'industrie, l'énergie, l'intelligence et l'amour de la patrie de William P. Ragsdale ?  »

Le père Damien (qui est à Kalaupapa aussi longtemps que William) est choisi brièvement pour le remplacer, mais son impopularité auprès des patients protestants conduit à son remplacement par William Keolaloa Sumner, qui avait servi comme assistant sous William.
Son ami Mark Twain écrit plus tard une ébauche d'une histoire fictive basée sur la vie de William qui n'est jamais terminée, bien que des éléments de l'histoire aient été incorporés dans Un Yankee à la cour du roi Arthur.

#### Livres et revues
- Isabella Lucy Bird, The Hawaiian Archipelago: Six Months Among the Palm Groves, Coral Reefs, & Volcanoes of the Sandwich Islands, London, John Murray, 1875 (ISBN 9780804811125, OCLC 10603880, lire en ligne)
- Peter Kaeo et Queen Emma, News from Molokai, Letters Between Peter Kaeo & Queen Emma, 1873–1876, Honolulu, The University Press of Hawaii, 1976 (ISBN 978-0-8248-0399-5, OCLC 2225064, hdl 10125/39980)
- Mary Hannah Krout, Alice's Visit to the Hawaiian Islands, New York, American Book Company, 1900 (OCLC 14977560, lire en ligne)
- Moblo, « Ethnic Intercession: Leadership at the Kalaupapa Leprosy Colony », Pacific Studies, Laie, HI, Brigham Young University, vol. 22, no 2,‎ juin 1999, p. 27–69 (OCLC 882697672, lire en ligne)
- Putney, « God vs. Sugar: the Gulick Brothers' Fight Against King Kamehameha V and the Sugar Planters in Hawaiʻi, 1864–1870 », The Hawaiian Journal of History, Honolulu, Hawaiian Historical Society, vol. 37,‎ 2003, p. 63–89 (OCLC 60626541, hdl 10524/368)
- Ragsdales of America, South Pasadena, CA, Nona Williams, 1992 (OCLC 866048350, lire en ligne)
- John Tayman, The Colony: The Harrowing True Story of the Exiles of Molokai, New York, Simon and Schuster, 2010 (ISBN 978-1-4165-5192-8, OCLC 865230373, lire en ligne)
- Mark Twain et Arthur Grove Day, Mark Twain's Letters from Hawaii, Honolulu, University of Hawaii Press, 1975 (ISBN 978-0-8248-0288-2, OCLC 1121242, lire en ligne)

#### Journaux et sources en ligne
- « Death of the King of the Lepers », The New York Times, New York,‎ 27 janvier 1878 (lire en ligne, consulté le 6 août 2016)
- « Death of Noted Hawaiians », The Pacific Commercial Advertiser, Honolulu, vol. XXII, no 23,‎ 8 décembre 1877, p. 3 (lire en ligne, consulté le 6 août 2016)
- « Mai Lawe i ke Kanawai iloko o ka Lima », Ke Alakai O Hawaii, vol. Buke 1, no Helu 43,‎ 27 octobre 1888, p. 4 (lire en ligne)
- Kanepuu J.H., « Ahe! H Nupepa Hou Ka!! », Ko Hawaii Pae Aina, vol. Buke 1, no Helu 5,‎ 2 février 1878, p. 1 (lire en ligne)

## Lectures complémentaires
- Kerri A. Inglis, Ma'i Lepera: A History of Leprosy in Nineteenth-Century Hawai'i, Honolulu, HI, University of Hawaii Press, 2013, 61, 119, 123, 159–161, 171 (ISBN 978-0-8248-6579-5, lire en ligne )
- Anwei Skinsnes Law, Kalaupapa: A Collective Memory (Ka Hokuwelowelo), Honolulu, University of Hawaii Press, 2012, 18, 69–71 (ISBN 978-0-8248-6580-1, OCLC 830023588, lire en ligne )